# هایک موسی‌خانیان
هایک موسی‌خانیان (انگلیسی: Hayk Mosakhanian؛ زادهٔ ۲۰ مارس ۱۹۹۸ در مینسک، بلاروس) بازیکن فوتبال در پست مهاجم ارمنی‌تبار اهل فرانسه است.

## باشگاهی
از باشگاه‌هایی که وی در آن بازی کرده‌است می‌توان به انرگتیک-بی‌گی‌یو مینسک و باشگاه فوتبال نوآ اشاره کرد.